# آر. د. رينولدز
آر. د. رينولدز (بالإنجليزية: R. D. Reynolds)‏ هو مدون صوتي ومدير أمريكي، ولد في 12 يناير 1969 في إنديانابوليس في الولايات المتحدة.